# Молдова у Другій світовій війні
Молдавська Радянська Соціалістична Республіка вступила у німецько-радянську війну разом з усім Радянським Союзом. Головного удару вона зазнала з боку Румунського королівства та вже влітку 1941 року була окупована румунськими й німецькими військами. Знову радянська влада в Молдові була встановлена лише у 1944 році під час Яссько-Кишинівської операції.
Румунія прагнула повернути втрачені у 1940 році території, а тодішній режим Іоана Антонеску ще й бажав створити Велику Румунію, тобто максимально розширити державні кордони. Німеччина посприяла цьому, дозволивши у 1941 році румунам утворити у Бессарабії губернаторство, а між Дністром і Південним Бугом — Трансністрію. Але протягом Другої світової війни румунська влада обговорювала план розширення кордонів до Уралу. У березні 1944 року радянські війська зайняли Трансністрію та північну Бесарабію, а вже у серпні румунські війська були вибиті з півдня Бессарабії за Прут.

## Передісторія

### Вирішення «бессарабського питання»
У кінці 30-х років XX століття політична ситуація в Європі загострилася. Формування Третього Рейху, аншлюс Австрії, введення німецьких військ в Чехію, встановлення пронімецьких режимів у ряді країн Центральної Європи та неефективність політики «умиротворення» Ліги Націй призвели до того, що в Європі склалася передвоєнна обстановка. Подібна ситуація складалася і на Далекому Сході — Японська імперія зайняла Маньчжурію і Корею, утворивши на цих територіях маріонеткові держави Маньчжоу-Го і Менцзян.
У даних умовах 23 серпня 1939 року між СРСР і гітлерівською Німеччиною підписано Договір про ненапад («Пакт Молотова- Ріббентропа»), чим визначено «сфери впливу» сторін у Східній Європі. Радянський Союз мав територіальні претензії до Румунського королівства, яке в 1918 році приєднало до себе Бессарабію. СРСР вважав Бессарабію своєю територією, оскільки до розпаду Російської імперії в ній розташовувалася Бессарабська губернія, а на вимоги радянської сторони провести в регіоні плебісцит румунська влада відповіла відмовою. Протягом 22 років СРСР безуспішно оскаржував у Румунії належність регіону дипломатичним шляхом. 1924 року в складі Радянського Союзу було сформовано Молдавську АРСР — «плацдарм» для створення Молдавської республіки в складі Радянського Союзу.

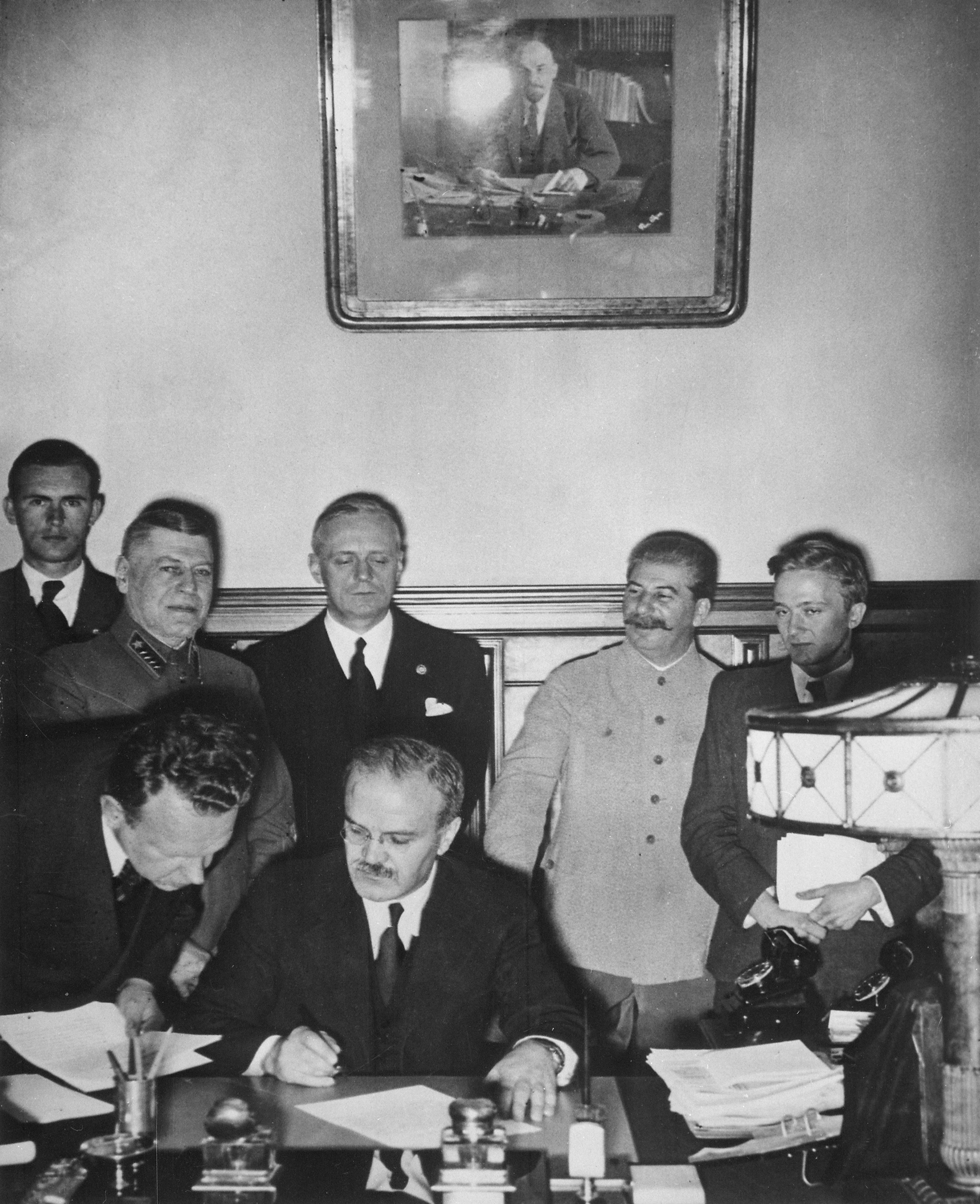
Підписання договору між Німеччиною и СРСР

Підписання в 1939 році пакту Молотова-Ріббентропа і військові поразки навесні-влітку 1940 Франції і Великої Британії — стратегічних союзників Румунії — позбавило останню підтримки ззовні.
У травні 1940 року на радянсько-румунському кордоні ситуація загострилася. Відбулася низка прикордонних інцидентів із застосуванням зброї. У Радянському Союзі почалися приготування до вторгнення на румунську територію. У червні того ж року почали розроблятися військові карти румунської прикордонної території, проводитись навчання.
До кордону з Румунією ешелонами стягувалися радянські війська, 13 червня на нараді в Кремлі було ухвалено рішення про формування оперативного об'єднання Чорноморського флоту — Дунайської флотилії (з огляду на те, що в той момент дельта Дунаю перебувала далеко від радянських кордонів). Через два дні весь Чорноморський флот було приведено в бойову готовність. Для проведення сухопутної операції створено Південний фронт під командуванням Георгія Костянтиновича Жукова. Румунія, усвідомлюючи, що СРСР готується до вторгнення в Бессарабію, звернулася по політичну допомогу до Німеччини. У свою чергу, німецький уряд або ігнорував прохання румунських дипломатів, або відповідав, що румунам побоюватися нічого.
26 червня о 22:00 Молотов передав румунському послу в Москві Георге Давідеску ноту, в якій Радянський Союз в ультимативному порядку вимагав вивести румунські війська і адміністрацію з території Бессарабії та північної частини Буковини протягом двох днів.
27 червня ситуація навколо Бессарабії надзвичайно загострилася. У Румунії було оголошено загальну мобілізацію. Радянські війська були готові в будь-який момент перетнути кордон і почати військові дії. Пізно ввечері того ж дня румунський уряд ухвалив рішення добровільно віддати Бессарабію Радянському Союзу. Вранці 28 червня румунські війська почали відхід з усієї території Бессарабії, а ополудні радянські війська перетнули кордон і зайняли регіон. 3 липня операцію було завершено, і Бессарабія стала частиною СРСР. 2 серпня 1940 року було створено Молдавську РСР. До її складу увійшла велика частина МАССР і дві третини Бессарабії. Південна частина Бессарабії (Буджак) і решта території відійшли до України.

### Зближення Румунії з країнами Осі та Велика Румунія

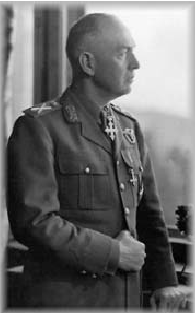
Йон Антонеску

Одночасно відбувалося зближення Румунії з Третім Рейхом. Однією з причин зближення румунського уряду з Гітлером була можлива агресія СРСР. Навесні 1940 року Румунія часто зверталася по допомогу до Німеччини. Причина зацікавленості Гітлера полягала в тому, що в Плоєшті знаходилося єдине розвідане до 1940 року родовище нафти, яке було передано німцям в обмін на політичний захист. У свою чергу з Німеччини в Румунію за принципом «нафту за зброю» поставлялася трофейна польська зброя, що сприяло мілітаризації країни.
Кароль II став непопулярним королем після значних територіальних поступок СРСР, Угорщині і Болгарії. Цим скористалася опозиція, представлена фашистською організацією «Залізна гвардія» і Йоном Антонеску. У процесі політичної суперечки під тиском правлячих кіл 5 вересня 1940 року Кароль змушений був зректися престолу на користь свого дев'ятнадцятирічного сина Міхая I. При королі було сформовано новий уряд, очолюваний Антонеску. До його складу увійшли члени «Залізної гвардії». Фактично Міхай став маріонетковим королем, підлеглим фашистам.
Восени того ж року новий уряд почав зближатися з країнами Осі. 23 листопада Румунія приєдналася до Берлінського пакту. Велися переговори з фашистською Італією і Третім Рейхом. Румунію було проголошено «націонал-легіонерською державою».
«Залізна гвардія», прийшовши до влади, вела політику терору. Знищувалися політичні та ідеологічні противники існуючого режиму, а незабаром терор став загальнонаціональним. Антонеску не схвалював таку політику і спробував розпустити уряд, у країні почалася політична криза. На початку 1941 року «Залізна гвардія» підняла заколот, але той був придушений. У результаті Антонеску став одноосібним диктатором, проголосивши себе кондукетором (аналог фюрера) Румунії. У своїй зовнішній політиці Антонеску прагнув бути солідарним із Гітлером.
Третьому Рейху Бессарабія була нецікава, і Румунія могла включити її до свого складу. Плани з розширення румунських кордонів підтримував Берлін. Напередодні Другої світової війни в Румунії почали з'являтися історичні праці, згідно з якими «Трансністрія» — історична румунська територія, а її населення — зросійщені румуни. Планувалося провести новий румунський кордон по Південному Бугу, але іноді висловлювалися пропозиції встановити його по Дніпру або ще далі на схід. Уже в ході війни доходило до абсурду — так, газета «Курентул» писала, що новий румунський кордон потрібно провести по Уралу і таким чином забезпечити створення «Румунської імперії до воріт Азії».

## Друга світова війна

### Вступ військ Осі на територію Молдавської РСР

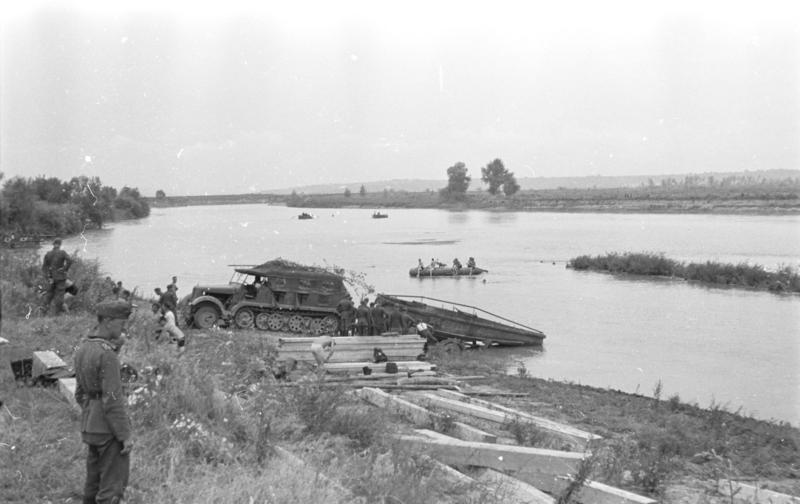
Німецькі війська на радянсько-румунському кордоні 1 липня 1941 року

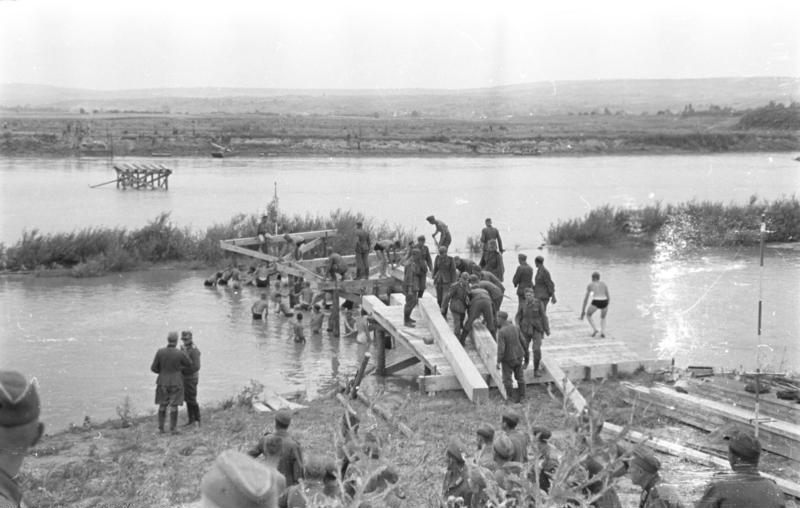
Румунська і німецька піхота споруджують переправи через Прут

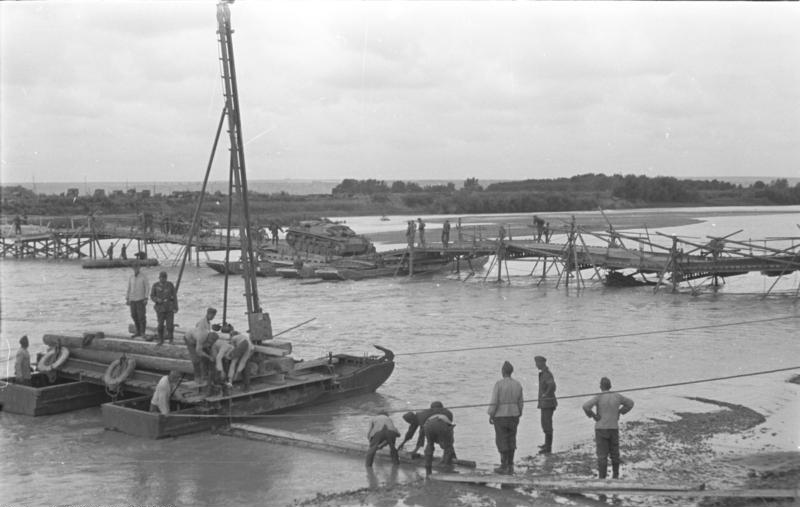
Переправа через річку Прут по понтонному мосту німецької бронетехніки (на задньому плані)

22 червня Третій Рейх атакував СРСР, розпочавши бої на західному кордоні Радянського Союзу. Одночасно румунське керівництво, ще не уклавши з Німеччиною ніяких договорів про спільні воєнні дії, наказало своїм військам форсувати річку Прут поблизу Куконештій-Век, Скулень, Леушень і в напрямку Кагула, а також Дністер. 22 червня 5 радянських дивізій були підняті по тривозі і зайняли позиції на кордоні. Німецькі війська були відкинуті прибулими частинами на вихідні позиції. Румунська авіація почала здійснювати нальоти на територію Молдавської РСР. Перші авіаудари були завдані по Бєльцях, Болграді та Кишиневі. Бомбардуванню піддано також Кагул, переправи через Дністер і ряд залізничних станцій. Наступ у Бессарабії проводився силами 11-ї німецької, 3-ї румунської і 4-ї румунської армій, загальною чисельністю понад 600 000 вояків. Їм протистояли 9-я і 18-я радянські армії.
27 червня румунсько-німецькі війська, як і раніше, намагалися перетнути державний кордон СРСР уздовж Пруту, але всі їхні спроби провалювалися. Радянські армії зайняли оборону вздовж річки, не даючи противнику її форсувати. Німецько-румунські війська втратили в боях на кордоні 8000 чоловік убитими. За проявлені мужність і хоробрість у боях на території МРСР прикордонникам І. Д. Бузицкову, К. Ф. Ветчінкіну, А. К. Константинову, В. Ф. Міхалькову, А. В. Рижикову, воїнам Червоної Армії В. В. Анісімову, М. П. Галкіну, А. Г. Карманову, Н. Л. Кудрявцеву, Курбан Дурди, А. В. Лапшовій, А. А. Морозову, Д. Р. Овчаренко було присвоєно звання Героя Радянського Союзу. На півночі Бессарабії і в прилеглій до неї Буковині ситуація складалася на користь Румунії, оскільки там її військам удалося прорвати кордон Радянського Союзу. У зв'язку з цим із Молдавії на північ було відведено окремі частини для оборони Кам'янця-Подільського. За наказом командування, радянські солдати в Бессарабії у вільний від боїв час зміцнювали позиції. Командування Південного фронту передбачало, що румунська армія буде розвивати особливо активний наступ у районі Буджака, тому було віддано наказ посилено обороняти радянський кордон від південної частини Прута до Чорного моря вздовж Дунаю.

### Губернаторство Бессарабія

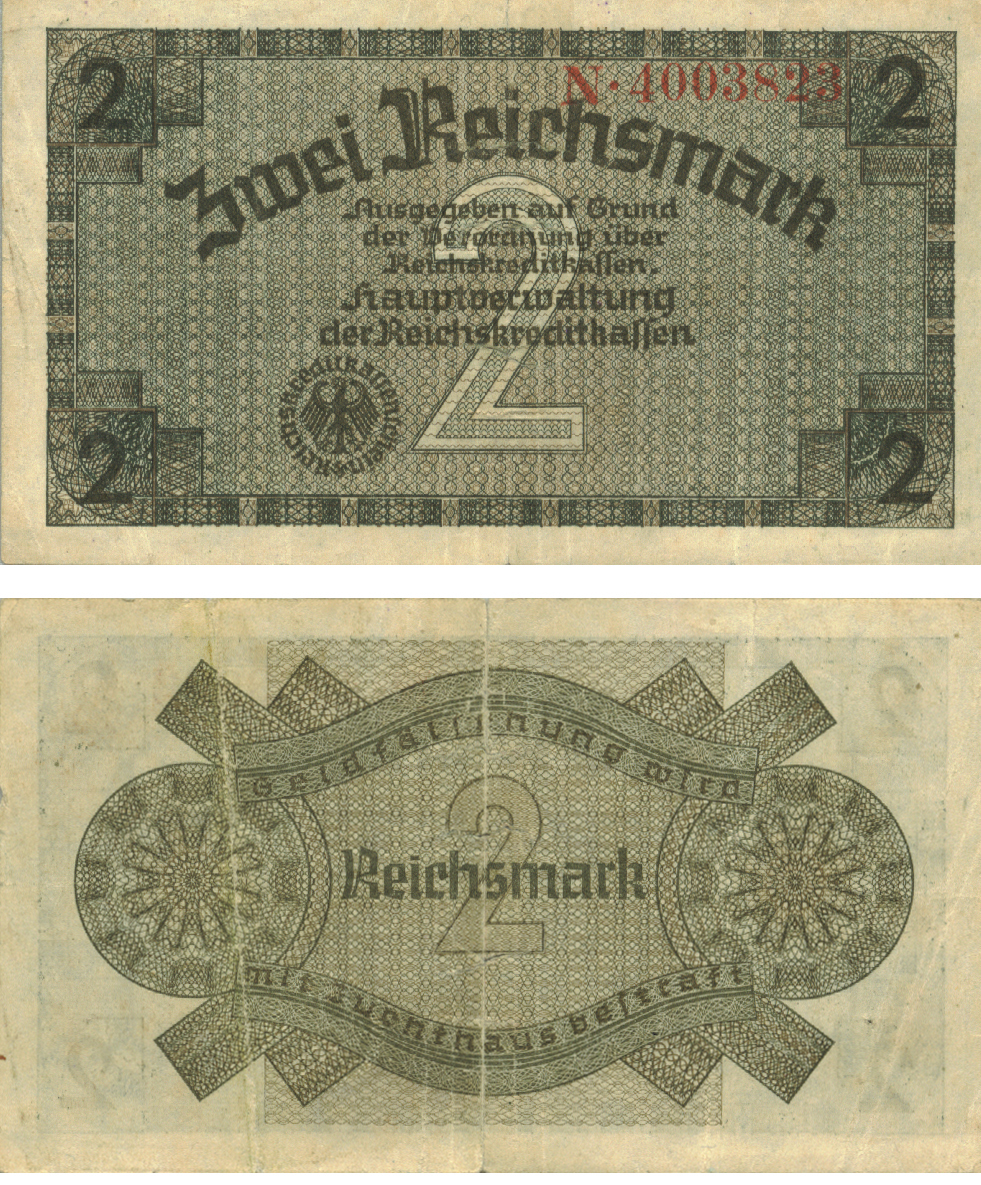
Окупаційні рейхсмарки в обігу Бессарабії

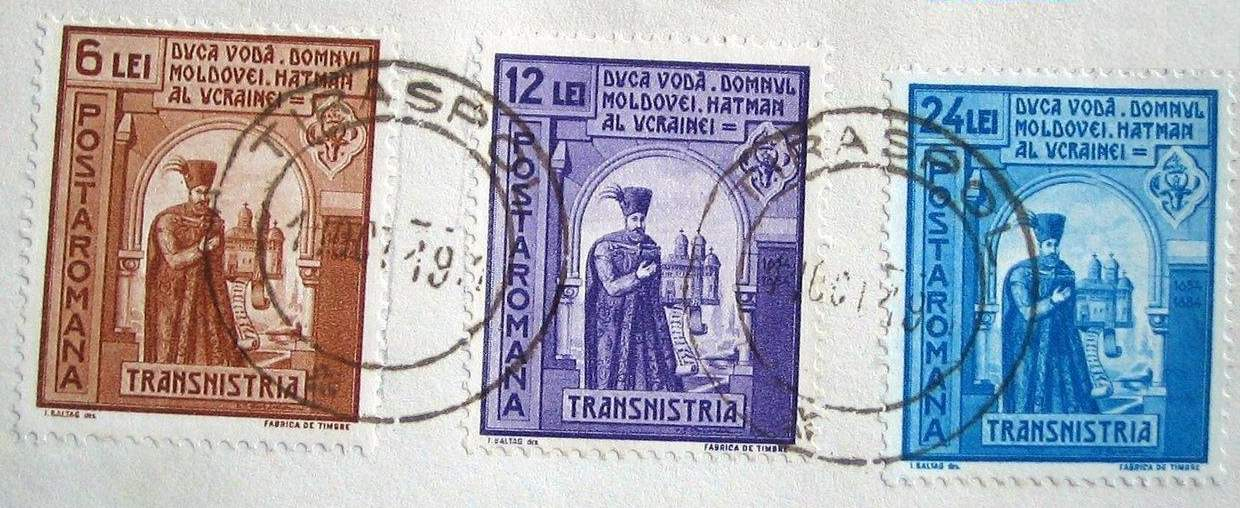
Окупаційні поштові марки в Трансністрії

Повернуті румунськими військами території: Північна Буковина, Бессарабія, Буджак і межиріччя Південного Бугу та Дністра — увійшли до складу Великої Румунії. Територію було поділено на жудеці (повіти). До складу Великої Румунії увійшли території, що відійшли в 1940 році до СРСР — Бессарабія і Північна Буковина, перша з яких 1 серпня стала Бессарабським губернаторством зі столицею в Кишиневі. Кордон Трансністрії, яка раніше не входила до складу Румунії, проходив по річці Дністер на заході і по Південному Бугу на сході. Столицею Трансністрії спочатку був Тирасполь, пізніше — Одеса. Губернаторства Бессарабія і Буковина були віддані Румунії за обопільною згодою з Третім Рейхом. Румунський уряд користувався регіонами як постачальниками сировини. Всі місцеві торговельні і промислові підприємства передавались у користування румунським підприємцям або кооперативам. 
У вересні 1941 року почався масовий обмін радянських рублів на окупаційні марки. Було здійснено обмін вартістю понад 10 000 марок, але Антонеску віддав наказ про припинення обміну грошей. Після короткострокових переговорів румунів із німцями було вирішено залишити як єдину офіційну валюту в регіонах окупаційну рейхсмарку. Румунський лей у Трансністрії був повністю заборонений, а його завезення з Румунії карали. Незважаючи на це, леї ввозилися контрабандою та продавалися на тіньовому ринку. У 1942 році Румунія знов зробила спробу зблизитися з Трансністрією, скасувавши заборону на ввезення леїв до регіону. Це призвело до розбіжностей із Третім Рейхом, і до кінця того ж року торгівля за леї була знову заборонена.
У кінці 1943 року курс окупаційної валюти впав до 10-12 леїв за 1 марку. Почалися спекуляції на ринку, курс грошей багато в чому став залежати від ситуації на фронті. Ціни піднімалися завдяки наступу чи відступу радянських військ зростанням або зниженням. Ситуація ускладнювалася тим, що в окуповані румунами області переважно завозилися товари розкоші — парфумерія, костюми та ін. Але катастрофічно не вистачало товарів першої необхідності. Офіційно хліб коштував 12 пфенігів за 1 кілограм, але його ціна на вільному ринку досягала 3 марок. У березні 1944 року, коли радянські війська форсували Південний Буг, ціни різко зросли, а постачання товарів до Трансністрії і Бессарабії взагалі припинилося. На ринку знову почали ходити радянські рублі. 
Румунський уряд розпорядився вилучити в Бессарабії і Трансністрії всі друковані видання російською мовою. З бібліотек Кишинева було вилучено 1 200 000 книжок. Книжки спалювали на місці або вивозили за Прут, у Румунію. У Тирасполі було спалено 250 000 томів книжок, у Бельцькому повіті — 15 вагонів. Крім цього, уряд вимагав у місцевого населення здати грамофонні платівки з піснями російською мовою. У список обов'язкових для вилучення входили платівки з піснями з фільмів «Цирк», «Веселі хлопці» і «Діти капітана Гранта». У столиці Бессарабського губернаторства було суворо заборонено говорити російською мовою, в тому числі і в побуті. Для припинення цього безладу 22 червня 1942 року було введено жорсткий закон «про розмови в громадському місці мовами ворога». За порушення суворо карали штрафом у 100 000 леїв, або трьома роками ув'язнення. 
Наступ радянських військ, що почався в кінці 1942 року, тривав декілька років. Війська нацистської Німеччини відступали, і влітку 1944 року під контроль СРСР увійшла частина Південної України. У серпні 1944 року Бессарабія знову була окупована військами СРСР.